# كلوديا مورينو
كلوديا مورينو (بالإسبانية: Claudia Moreno) هي عارضة وممثلة فنزويلية، ولدت في 8 نوفمبر 1977 في كاراكاس في فنزويلا.

## وصلات خارجية
- كلوديا مورينو على موقع IMDb (الإنجليزية)